# Lazar' Moiseevič Kaganovič
Lazar' Moiseevič Kaganovič (in russo Ла́зарь Моисе́евич Кагано́вич?; Kabany, 22 novembre 1893, [ 10 novembre del calendario giuliano] – Mosca, 25 luglio 1991) è stato un politico e rivoluzionario sovietico, uno degli esponenti più in vista dell'epoca del dominio sull'Unione Sovietica di Iosif Stalin. Segretario del comitato centrale del Partito Comunista Ucraino nel 1928, compì la sua ascesa politica come braccio destro di Stalin e divenendo membro del Politburo nel 1930. Sempre sotto Stalin fu responsabile della costruzione della metropolitana di Mosca.

## Biografia
Nato in una povera famiglia ebrea ucraina a Kabany, un villaggio della Gubernija di Kiev, da giovane lavorò come calzolaio. Aderì nel 1911, a 18 anni, al Partito Operaio Socialdemocratico Russo. Durante la guerra civile ricoprì mansioni organizzative nell'Armata Rossa. Ricoprì poi gli incarichi di commissario del popolo per i trasporto (1935), per l'industria pesante (1937), per l'industria dei combustibili (1939) e per l'industria petrolifera (1939).

### Fedeltà al Partito e a Stalin
Nel 1918 Kaganovič svolse la funzione di Commissario del dipartimento propaganda dell'Armata Rossa. Dal maggio 1918 all'agosto 1919 fu presidente della Ispolkom (Commissione) del governatorato di Nižnij Novgorod. Nel 1919-1920, divenne capo del governatorato di Voronež. Gli anni dal 1920 al 1922 li trascorse nel Turkmenistan come uno dei leader dei gruppi bolscevichi contrapposti ai locali ribelli musulmani (basmachi), ed inoltre guidò alcune spedizioni punitive nei confronti dell'opposizione locale.
Nel maggio 1922 Stalin divenne segretario generale del PCUS ed immediatamente trasferì Kaganovič tra i suoi collaboratori più stretti mettendolo a capo dell'Orgburo del Segretariato. Questo dipartimento era responsabile di tutte le assegnazioni nell'apparato del Partito Comunista. Nel suo ruolo, Kaganovič poté piazzare diversi sostenitori di Stalin in posti chiave della burocrazia del Partito. In questa posizione egli divenne sempre più noto per la sua abnegazione al Partito e per la sua assoluta fedeltà a Stalin.
Nel 1924 Kaganovič divenne membro della Segreteria del Comitato centrale del PCUS. Dal 1925 al 1928, fu primo segretario del Partito Comunista d'Ucraina. Tra i suoi compiti, quello di favorire e diffondere la cultura ucraina, e di implementare la collettivizzazione con conseguente repressione dei kulaki. Si oppose alla linea moderata di Bucharin, che auspicava una maggiore "integrazione pacifica dei kulaki nel Socialismo". Nel 1928, a causa di numerose proteste contro la direzione di Kaganovič, Stalin fu costretto a trasferirlo dall'Ucraina a Mosca, dove riprese il suo ruolo di segretario della Commissione Centrale del PCUS, posto che occupò fino al 1939. In qualità di Segretario, appoggiò la lotta di Stalin contro le cosiddette opposizioni di sinistra e di destra all'interno del Partito, nella speranza che Stalin diventasse l'unico leader del Paese.
Nel 1933-1934 fu a capo della Commissione per la verifica dell'appartenenza al Partito (Central'naja komissija po proverke partijnych rjadov), assicurandosi personalmente che a nessuno di quanti associati con l'opposizione a Stalin fosse permesso di restare nel Partito Comunista. Nel 1934, al XVII Congresso del Partito Comunista di tutta l'Unione (bolscevico), Kaganovič fu presidente della commissione votante. Egli falsificò il risultato della votazione, cancellando 290 voti contrari alla candidatura di Stalin. Di conseguenza Stalin venne rieletto Segretario Generale al posto di Sergej Kirov. Il regolamento prevedeva che il candidato con meno voti contrari sarebbe stato eletto Segretario Generale. Prima della falsificazione di Kaganovič, Stalin aveva ricevuto 292 voti contrari mentre Kirov solo 3. Tuttavia, il risultato "ufficiale" vide Stalin prevalere con soli due voti contrari.

Nel 1930 Kaganovič divenne membro del Politburo e primo segretario di Mosca del Partito Comunista (1930-1935). Successivamente, si occupò di supervisionare l'implementazione di molte manovre politiche di Stalin, incluse la collettivizzazione forzata dell'agricoltura e la rapida industrializzazione. Negli anni trenta, Kaganovič, insieme a Ivan Kuznecov e, poi, Isaak Segal, organizzò e contribuì ampiamente alla costruzione della prima metropolitana di Mosca, chiamata Metropoliten imeni L.M. Kaganoviča in suo onore fino al 1955. Durante questo periodo, inoltre supervisionò alla distruzione di vecchi monumenti di molte città, inclusa la Cattedrale del Cristo Salvatore.

### Responsabilità nella carestia del 1932-33
Kaganovič (insieme a Vjačeslav Michajlovič Molotov) partecipò a tutte le conferenze di Partito in Ucraina, dando l'ordine di mettere in atto la politica della collettivizzazione delle campagne voluta da Stalin e che causò la catastrofica carestia conosciuta con il nome di "Holodomor" in Ucraina.
Politiche analoghe inflissero sofferenze simili alla RSS Kazaka, alla regione del Kuban', in Crimea, nel basso Volga, e in altre parti dell'Unione Sovietica. Come emissario della Commissione Centrale del Partito Comunista, Kaganovič viaggiò in Ucraina, nelle regioni centrali dell'URSS, nel Caucaso del nord e in Siberia, chiedendo l'accelerazione del processo di collettivizzazione e la repressione dei Kulaki.
Il 13 gennaio 2010 la Corte d'appello di Kiev aprì a posteriori un procedimento penale nei confronti di Kaganovič con l'accusa di genocidio, insieme a Postyšev, Kosior ed altri dirigenti sovietici, nei confronti della popolazione ucraina. Il caso è stato però archiviato in base al paragrafo 8 dell'articolo 6 del codice di procedura penale ucraino a causa della morte di tutti gli imputati chiamati in causa.

### "Grandi Purghe"
Dal 1935 al 1937 Kaganovič lavorò come Commissario del Popolo alle Ferrovie. Persino prima dell'inizio delle "Grandi purghe", egli organizzò l'arresto di centinaia di amministratori del settore ferroviario con l'accusa di "sabotaggio". Dal 1937 al 1939 fu Ministro dell'Industria Pesante, e successivamente, dal 1939 al 1940, Ministro dell'Industria Petrolifera. Ognuna di queste cariche fu accompagnata da arresti di massa per imporre la disciplina e seguire le direttive di Stalin.
In tutte le conferenze di Partito di fine anni trenta, Kaganovič tenne discorsi nei quali chiedeva ulteriori sforzi nello smascheramento delle spie straniere e dei sabotatori. Durante il periodo del Grande Terrore del 1936-38, egli appose la propria firma in 188 delle 357 liste documentate di condannati a morte. Tra quanti perirono nelle purghe ci fu anche il fratello di Kaganovič, Michail Kaganovič, che era stato commissario del popolo per l'aviazione, accusato di far parte dell'opposizione di destra. Lazar' non parlò in difesa del fratello, anche se discusse della sua situazione telefonicamente con Stalin. Lo stesso giorno Michail si suicidò.

### Seconda guerra mondiale e dopoguerra
Durante la seconda guerra mondiale (conosciuta in Unione Sovietica come la "grande guerra patriottica"), Kaganovič fu Commissario (Membro del Consiglio Militare) dei fronti del Caucaso settentrionale e della Repubblica Socialista Federativa Sovietica Transcaucasica. Nel 1943-1944, ricoprì nuovamente la carica di Ministro dei Trasporti. Nel 1943 venne premiato con il titolo di "Eroe del Lavoro Socialista".
Nel 1947 divenne Primo Segretario del Comitato Centrale del Partito Comunista d'Ucraina. Dal 1948 al 1952 fu presidente del Gossnab (istituzione statale per la fornitura di materiali e macchinari che aveva il compito di controllare tutte le transazioni commerciali interne all'Unione Sovietica), dal 1953 al 1957 fu primo vicepresidente del Consiglio dei ministri dell'URSS e membro del Presidium del Comitato centrale. Sino al 1957 Kaganovič restò membro con diritto di voto sia del Politburo che del Presidium.

### Periodo successivo e morte
Fu tra i maggiori supervisori agli affari industriali sotto Nikita Chruščёv, fino a quando quest'ultimo, salito al potere, non lo privò di ogni sostanziale potere nell'attuazione del processo di destalinizzazione (di cui Kaganovič fu attivo oppositore). Accusato di aver cospirato per rovesciare Chruščëv, fu escluso dal comitato centrale e dal Presidium; nel 1961, infine, fu espulso dal Partito.
Essendo uno "stalinista di ferro" e sebbene rimanesse membro del Presidium, Kaganovič perse in breve tempo la propria influenza dopo la morte di Stalin nel marzo 1953. Nel 1957, insieme ad altri devoti stalinisti (ed oppositori di Chruščëv), Molotov, Nikolaj Bulganin, Dmitrij Šepilov, e Malenkov (il cosiddetto "Gruppo antipartito"), prese parte ad un abortito tentativo di colpo di Stato messo in atto nei confronti dell'ex "protetto" Nikita Chruščёv, le cui critiche a Stalin si erano fatte sempre più aspre nei precedenti due anni. Come risultato del fallito golpe, Kaganovič fu costretto a dimettersi dal Presidium e dalla Commissione centrale, e gli venne affidato un ruolo minore come direttore di una fabbrica negli Urali.
Nel 1961 venne espulso dal Partito e si ritirò alla vita di pensionato a Mosca. Nonostante la sua totale perdita di potere e il carattere notoriamente iroso e violento, Kaganovič divenne un affettuoso nonno per i propri nipotini. Nel 1984 venne presa in considerazione la sua riammissione al Partito da parte del Politburo, insieme a quella di Molotov. Afflitto negli ultimi anni da demenza senile, Kaganovič morì all'età di 97 anni, nel 1991, poco prima della dissoluzione dell'Unione Sovietica. È sepolto nel cimitero di Novodevičij a Mosca.

## Fonti
- Lazar Moiseyevich Kaganovich, su britannica.com.
- Kaganovič ‹këġanòv'ič›, Lazar´ Moiseevič, su treccani.it.
- E. A. Rees, Iron Lazar: A Political Biography of Lazar Kaganovich, Anthem Press, 2012
- (RU)  Biografia di Kaganovič su Chronos
- Edvard Radzinskij, (1996) Stalin, Doubleday